# Nephele subvaria
Nephele subvaria is een vlinder uit de familie van de pijlstaarten (Sphingidae). De wetenschappelijke naam van de soort werd in 1856 gepubliceerd door Francis Walker.

## Beschrijving

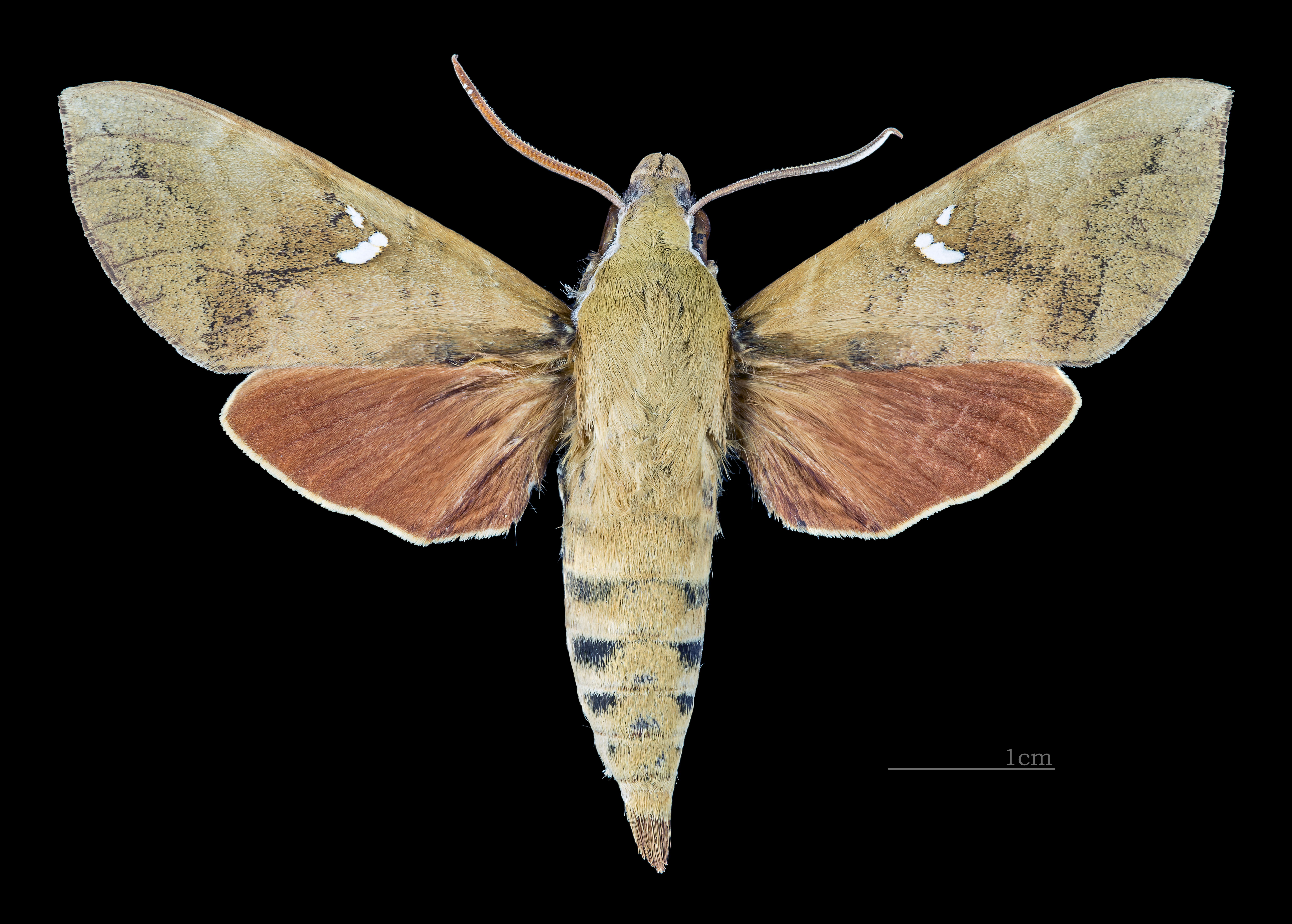
♂
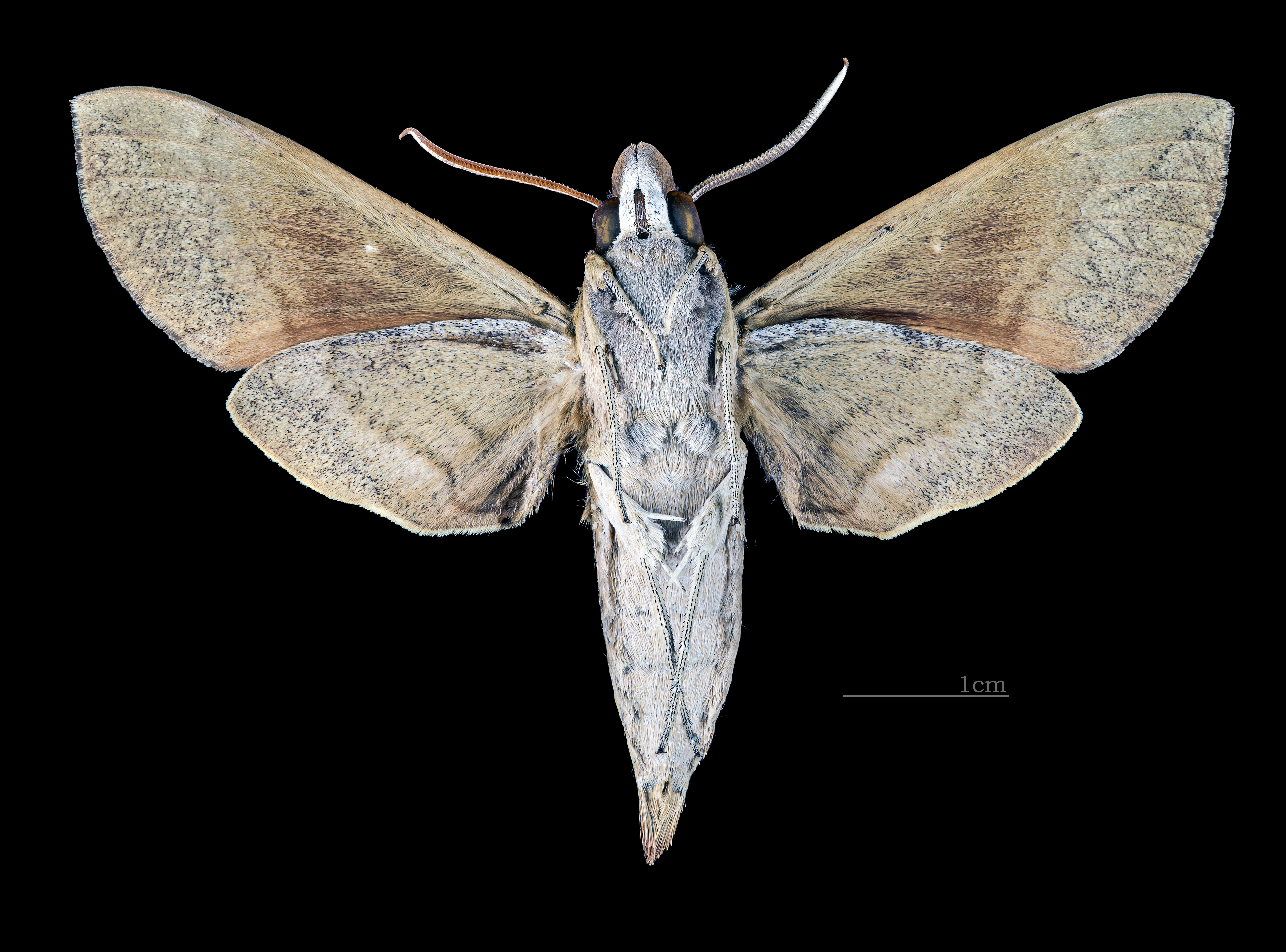
♂ △
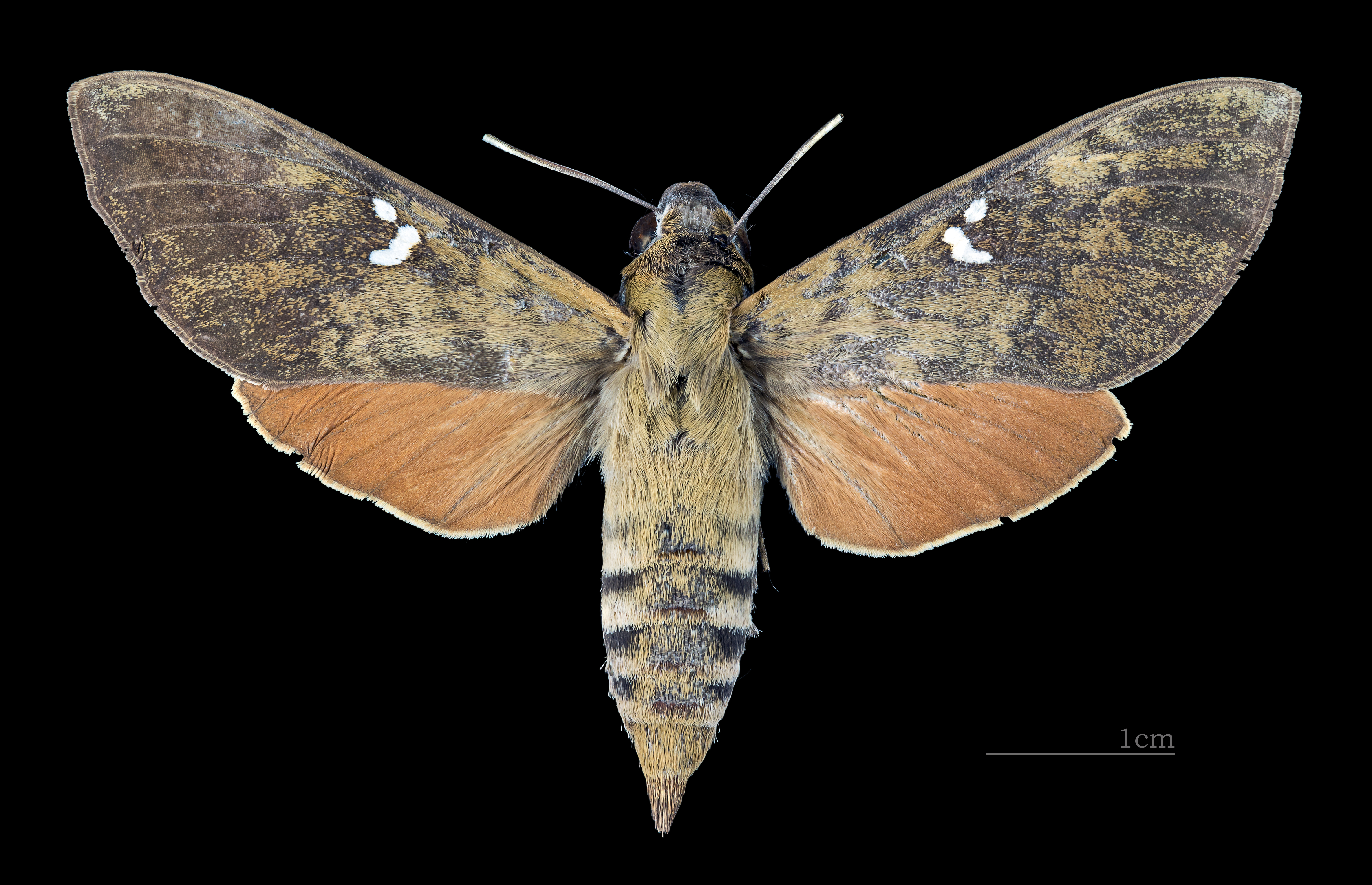
♀
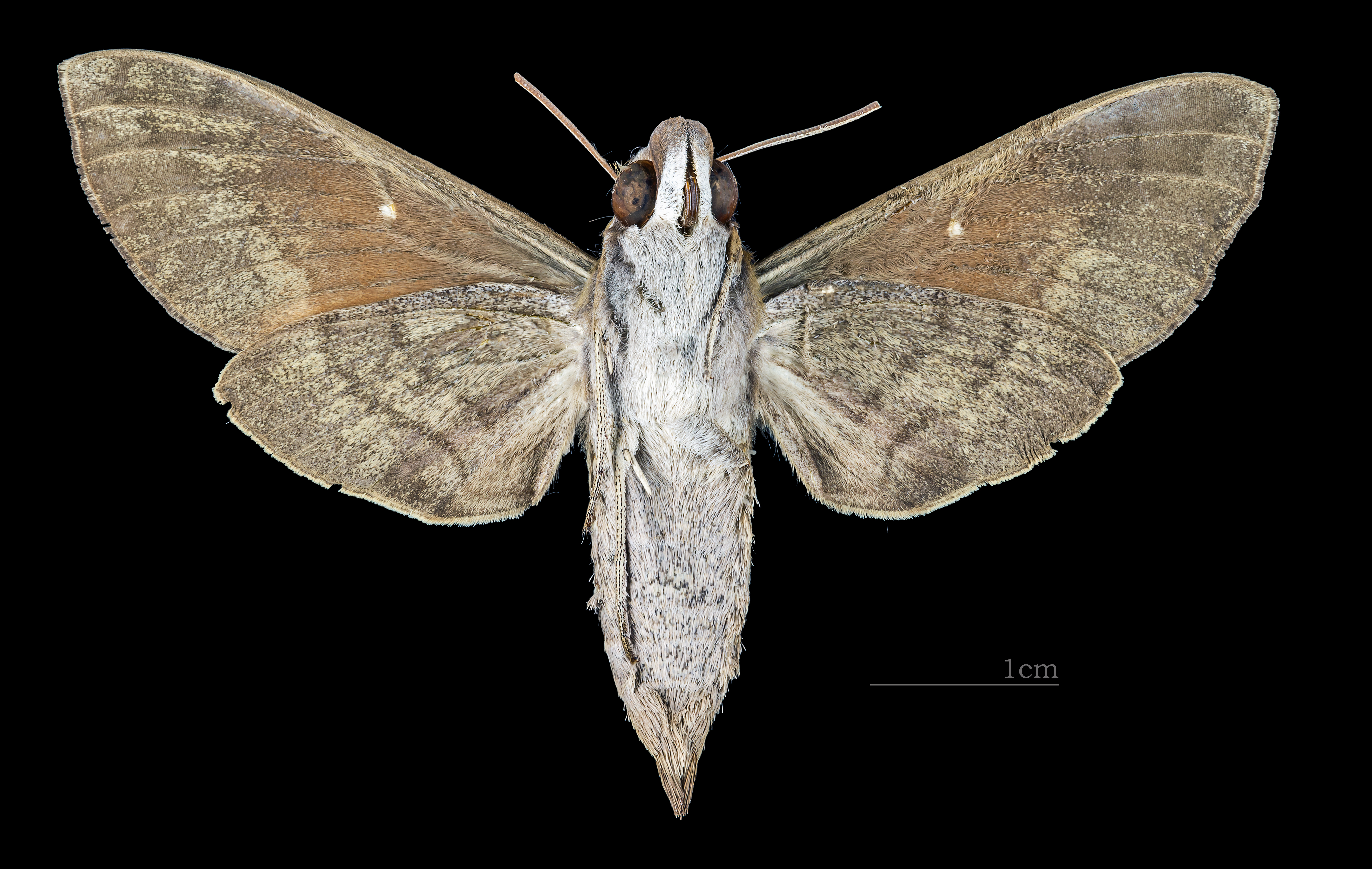
♀ △